# جک جول

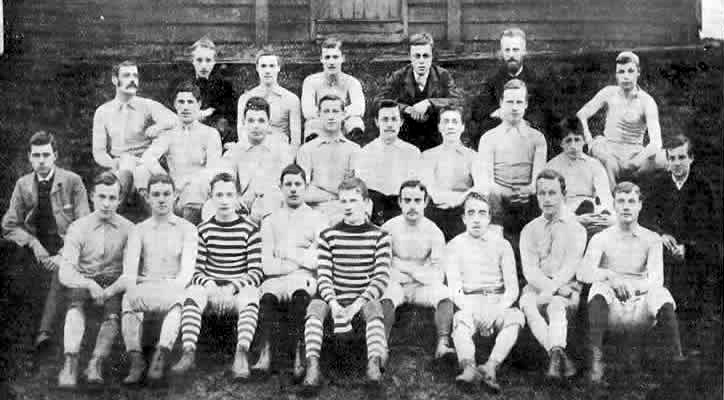
تیم اسپرز در سال ۱۸۸۵, چهارمین نفر از سمت چپ در ردیف میانی، کاپیتان تیم جک جول است.

جک سی. جول (به انگلیسی: Jack C. Jull) (درگذشته ۱۹۲۰) یک فوتبالیست آماتور انگلیسی و از اعضای مؤسس باشگاه فوتبال هاتسپر بود که بعداً به تاتنهام هاتسپر تغییر نام داد و یکی از تأثیرگذارترین افراد در توسعه باشگاه در طول دهه‌های ۱۸۸۰ و ۱۸۹۰ بود.

## دوران بازی
طبق آنچه در وب‌سایت باشگاه تاتنهام است، جول «به عنوان یکی از بهترین بازیکنان باشگاه در اواخر دوران ویکتوریا در نظر گرفته می‌شود». او معمولاً در پست دفاع کناری برای تیم بازی می‌کرد. همچنین آمده‌است که در روزهای اولیه حضورش در باشگاه، و به ویژه در طول سال ۱۸۸۲، او هنوز در آن زمان در مدرسه شبانه‌روزی درس می‌خواند، بنابراین همیشه برای بازی‌ها در دسترس نبود.
با وجود غیبت‌های اولیه جک، دوران حرفه‌ای او در باشگاه، یکی از اولین‌ها بود. او اولین بازی خود را در برابر براونلو روورز در ۶ اکتبر ۱۸۸۳ انجام داد و اسپرز با نتیجه‌ ۹–۰ پیروز شد. این اولین بازی باشگاه بود که در یک روزنامه محلی به نام تاتنهام و ادمونتون ویکلی هرالد گزارش شد. جک در اولین بازی باشگاه در جام اتحادیه لندن به تاریخ ۱۷ اکتبر ۱۸۸۵ بازی کرد و در پیروزی ۵–۲ تیم سهیم شد. حریف تاتنهام در این بازی سنت البانز بود که در آن زمان یک تیم شناخته شده در لندن بود. جول همچنین در اولین بازی لیگ تاتنهام در سال ۱۸۹۲ و اولین بازی تیم در جام حذفی آماتور در سال ۱۸۹۳ حضور داشت. در سال ۱۸۹۴ او در تیمی بود که در دور اول مقدماتی جام حذفی به مصاف تیم وست هرتس رفت که اکنون به نام واتفورد شناخته می‌شود. اسپرز آن بازی را با نتیجه ۳–۲ برد و با غلبه بر ولورتون و کلپشن اورینت که امروزه با نام لیتون اورینت شناخته می‌شود، به دور چهارم صعود کرد. در دور چهارم مقدماتی، لوتون در بازی تکراری کنارشان زد. در در ۲۷ سال ۱۸۹۴، جک گل دوم تیمش را در تساوی ۲–۲ خارج از خانه مقابل چشام به ثمر رساند که آخرین گل او برای اسپرز بود.
در سال ۱۸۹۵، جول به عنوان رئیس باشگاه انتخاب شد اما همچنان تا سال ۱۸۹۷ به بازی در تیم ادامه داد و ۱۵۹ بازی و ۲۴ گل برای تاتنهام ثبت کرد. پس از بازنشستگی به عنوان کاپیتان باشگاه در سال ۱۸۹۶، او به عنوان عضو افتخاری مادام‌العمر باشگاه انتخاب شد که تا زمان مرگش در سال ۱۹۲۰ ادامه داشت.